# Grado Labs

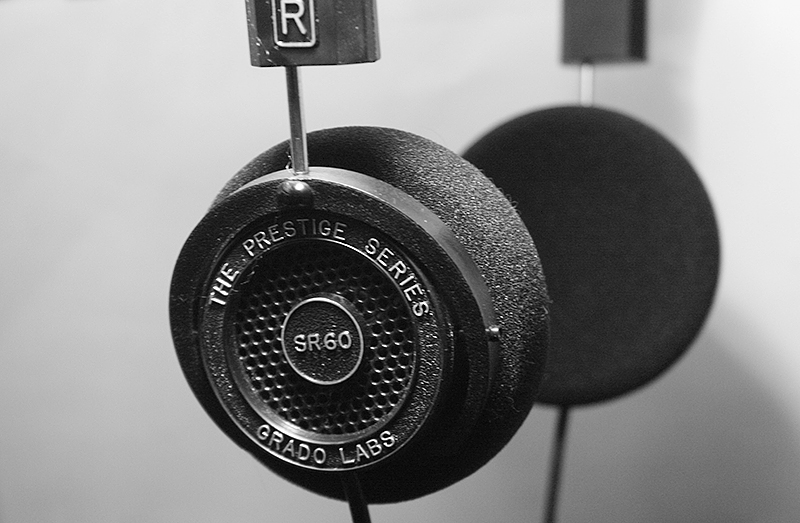
Sluchátka Grado SR60

Grado Labs je americký výrobce zvukové techniky, známý především výrobou otevřených dynamických audiofilských sluchátek a gramofonových přenosek.

## Historie
Firmu založil Joseph Grado, původně hodinář pracující pro Tiffany & Co a operní zpěvák, který našel zálibu v Hi-Fi a po získání zkušeností u Saula Marantze a Shermana Fairchilda začal v roce 1953 s výrobou gramofonových přenosek. V roce 1955 si otevřel továrnu v Brooklynu v New Yorku na místě, kde dříve býval obchod s potravinami, který vlastnil Josephův otec sicilského původu. Na tomto místě sídlí firma dodnes  a také je tu vyráběna většina produktů. Skoro všechny výrobky Grado jsou ručně dělané a jsou vyráběny pouze v malých počtech. Ze začátku paletu výrobků firmy Grado tvořily přenosky, gramofony, gramofonová raménka a reproduktory. Později se však produkce omezila výhradně na gramofonové přenosky. Koncem osmdesátých let se Joseph začal zabývat vývojem dynamických sluchátek a v roce 1989 představil řadu sluchátek Joseph Grado Signature Series. Joseph Grado zemřel 6. února 2015 ve věku 90 let.
V roce 1990 firmu odkoupil Josephův synovec, John Grado, který předtím ve firmě na různých pozicích pracoval a který stojí v čele firmy dodnes. Začátkem devadesátých let John představil řadu sluchátek, jejichž vylepšené verze dosud tvoří hlavní část portfolia firmy. Dále se John věnoval vylepšování a rozšiřování stávající nabídky gramofonových přenosek.
Jonathan Grado, Johnův syn, začal během svého studia na univerzitě spravovat firemní facebookovou stránku a účet na Twitteru. Po vystudování oboru grafický design a po sbírání zkušeností prací v Sonos se v roce 2014 stal viceprezidentem pro marketing.

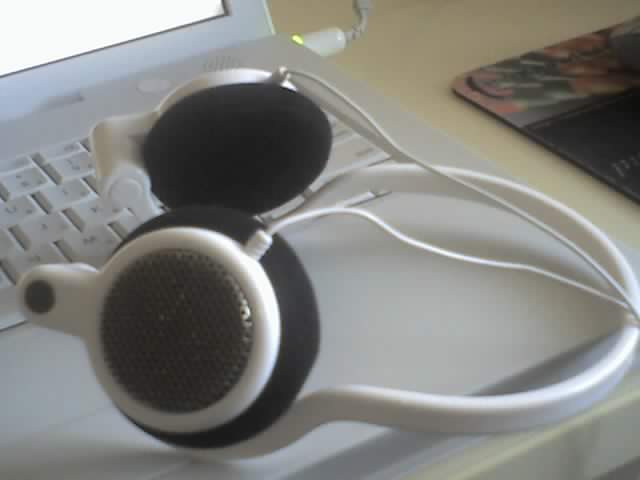
Sluchátka Grado iGrado

Grado Labs je držitelem čtyřiceti osmi patentů. Výrobky Grado získaly řadu ocenění v prestižních audio magazínech jako What Hi-Fi. V roce 2014 se firma Grado Labs umístila mezi osmi nejlepšími v soutěži America's Most Social Small Business podle Mashable. Ve stejném roce si americká letecká společnost JetBlue Airways vybrala sluchátka značky Grado pro prémiové lety třídy Mint Class.

## Sluchátka

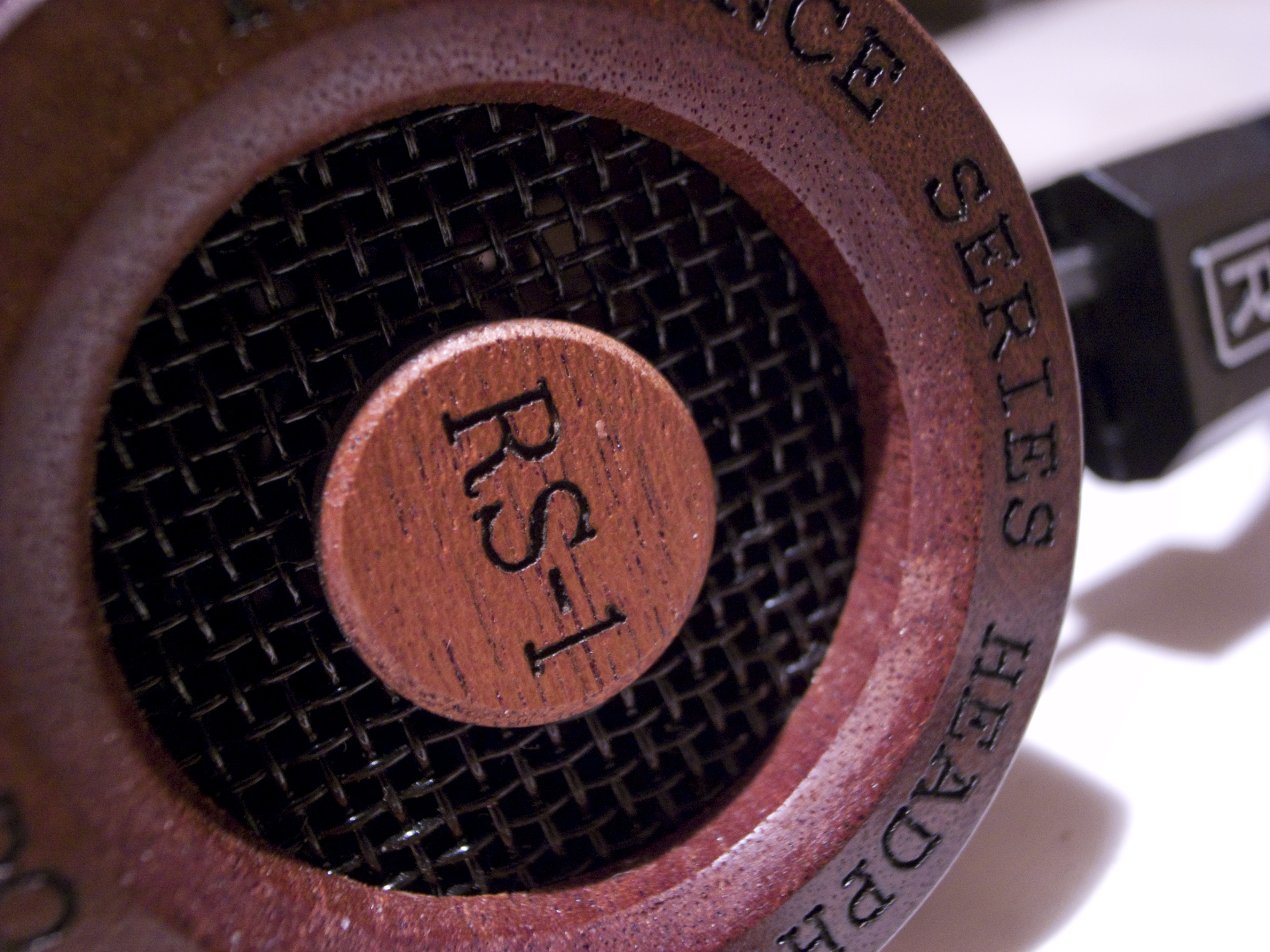
Grado RS1 - mahagonová mušle

Grado se zaměřuje na výrobu otevřených dynamických sluchátek. Produkty jsou rozděleny do několika modelových řad:
- The Professional Series
- The Statement Series
- The Reference Series
- The Prestige Series
- The In-Ear Series
- Wireless

Všechny supraaurální a circumaurální modely, kromě eGrado, se vyznačují impedancí 32 Ω a citlivostí 99,8 dB SPL na 1 mW. Model eGrado disponuje impedancí 32 Ω a citlivostí 101 dB SPL na 1 mW. Měniče těchto sluchátek používají neodymové magnety a membrány vyrobené ze speciálního polymeru. Mušle jsou vyrobené z nerezonujícího materiálu jako plast, kov ze speciální velmi tvrdé slitiny hliníku nebo ručně opracovaný mahagon vybraných druhů. Kabel sluchátek (SR125e a výše) je zhotoven z vysoce kvalitní bezkyslíkaté mědi s dlouhými krystaly (UHPLC).
Naušníky supraaurálních a circumaurálních sluchátek jsou vyrobeny z molitanu. Řada Prestige (kromě SR225e a SR325e) je dodávána s nejmenším typem supraaurálních náušníků bez výřezu, typ eGrado má vlastní ještě menší velikost. Modely SR225e, SR325e, PS500e a řada Reference jsou dodávány s molitany střední velikosti, které již mají kruhový výřez. Modely řady Statement a PS1000e jsou vybaveny plně circumaurálními náušníky. Od SR325e výše mají všechny modely hlavový most zhotovený z pravé kůže.
V roce 2009 prošly všechny modely od SR60 výše změnami designu, které značí písmeno "i" v názvu, tedy kromě modelu SR325is, kde přibylo právě písmeno "s" v názvu. Modely řady Professional byly s novým designem již uvedeny na trh. V roce 2014 byla představena 3. generace sluchátek s označením "e" v názvu. Roku 2016 vstoupil na trh zcela nový model GS2000e s mušlemi v kombinaci mahagonu a javoru, který je možné za příplatek 170 dolarů objednat s 4pinovým XLR konektorem namísto klasického jacku pro připojení ke sluchátkovým zesilovačům se symetrickým výstupem. Roku 2017 byl uveden další nový model, PS2000e, který má mušle vyrobené v kombinaci javoru a hliníku a také nabízí za příplatek kabel se symetrickou koncovkou XLR. Sluchátka GS3000e z roku 2018 mají mušle ze vzácného dřeva cocobolo a jedná se o nový nejvyšší model řady Statement.
V roce 2018 firma Grado představuje svá první sluchátka využívající bezdrátový přenos pomocí Bluetooth a zároveň první otevřená bezdrátová sluchátka na světě. Nový model se nazývá GW100 a stává se tak zakladatelem nové řady Wireless. Má supraarurální náušníky, přepracovaný hlavový most a uchycení mušlí a podporuje bezdrátové kodeky apt-X a AAC. Udávaná výdrž baterie činí až 15 hodin přehrávání.
Zde je tabulka aktuální nabídky náhlavních sluchátek Grado:
| Model sluchátek | Produktová řada | Odchylka měničů v dB | Materiál mušlí                    | Velikost náušníků   | Konektor                                              | Cena v USD |
| --------------- | --------------- | -------------------- | --------------------------------- | ------------------- | ----------------------------------------------------- | ---------- |
| eGrado          | Prestige        | 0.1                  | plast                             | nejmenší            | jack 3.5 mm (1/8")                                    | $49        |
| SR60e           | Prestige        | 0.1                  | plast                             | malé                | jack 3.5 mm (1/8") s adaptérem na 6,3 mm (1/4")       | $79        |
| SR80e           | Prestige        | 0.1                  | plast                             | malé                | jack 3.5 mm (1/8") s adaptérem na 6,3 mm (1/4")       | $99        |
| SR125e          | Prestige        | 0.1                  | plast                             | malé                | jack 3.5 mm (1/8") s adaptérem na 6,3 mm (1/4")       | $150       |
| SR225e          | Prestige        | 0.05                 | plast                             | střední             | jack 3.5 mm (1/8") s adaptérem na 6,3 mm (1/4")       | $200       |
| SR325e          | Prestige        | 0.05                 | hliníková slitina                 | střední             | jack 3.5 mm (1/8") s adaptérem na 6,3 mm (1/4")       | $295       |
| RS2e            | Reference       | 0.05                 | ručně opracovaný mahagon          | střední             | jack 3.5 mm (1/8") s adaptérem na 6,3 mm (1/4")       | $495       |
| RS1e            | Reference       | 0.05                 | ručně opracovaný mahagon          | střední             | jack 3.5 mm (1/8") s adaptérem na 6,3 mm (1/4")       | $695       |
| GS1000e         | Statement       | 0.05                 | ručně opracovaný mahagon          | velké circumaurální | jack 6.3 mm (1/4") s adaptérem na 3,5 mm (1/8")       | $995       |
| GS2000e         | Statement       | 0.05                 | ručně opracovaný mahagon a javor  | velké circumaurální | jack 6.3 mm (1/4") nebo 4pinový XLR (za příplatek)    | $1395      |
| GS3000e         | Statement       | 0.05                 | ručně opracované cocobolo         | velké circumaurální | jack 6.3 mm (1/4") nebo 4pinový XLR (za příplatek)    | $1795      |
| PS500e          | Professional    | 0.05                 | ručně opracovaný mahagon a hliník | střední             | jack 3.5 mm (1/8") s adaptérem na 6,3 mm (1/4")       | $595       |
| PS1000e         | Professional    | 0.05                 | ručně opracovaný mahagon a hliník | velké circumaurální | jack 6.3 mm (1/4") s adaptérem na 3,5 mm (1/8")       | $1695      |
| PS2000e         | Professional    | 0.05                 | ručně opracovaný javor a hliník   | velké circumaurální | jack 6.3 mm (1/4") nebo 4pinový XLR (za příplatek)    | $2695      |
| GW100           | Wireless        | 0.05                 | plast                             | malé                | bezdrátová, možnost připojení přes jack 3,5 mm (1/8") | $249       |

V posledních letech se nabídka Grado rozšířila také o intraaurální sluchátka. Nyní jsou v nabídce modely iGe, GR8e a GR10e. Modely GR8e a GR10e jsou vyráběny v Japonsku, model iGe je vyráběn v Číně. Model iGe má na kabelu mikrofon a třítlačítkové ovládání pro zařízení Apple. Zde je tabulka aktuální nabídky intraaurálních sluchátek Grado:
| Model sluchátek | Produktová řada | Typ měniče | Citlivost     | Impedance | Zatížitelnost | Váha včetně kabelu | Délka kabelu | Konektor           | Cena v USD |
| --------------- | --------------- | ---------- | ------------- | --------- | ------------- | ------------------ | ------------ | ------------------ | ---------- |
| iGe             | In-Ear          | dynamický  | 105 dB / 1 mW | 24 Ω      | 30 mW         | 9 gramů            | 130 mm (51") | jack 3.5 mm (1/8") | $99        |
| GR8e            | In-Ear          | tlakový    | 118 dB / 1 mW | 32 Ω      | 20 mW         | 9 gramů            | 130 mm (51") | jack 3.5 mm (1/8") | $299       |
| GR10e           | In-Ear          | tlakový    | 113 dB / 1 mW | 32 Ω      | 20 mW         | 9 gramů            | 130 mm (51") | jack 3.5 mm (1/8") | $399       |

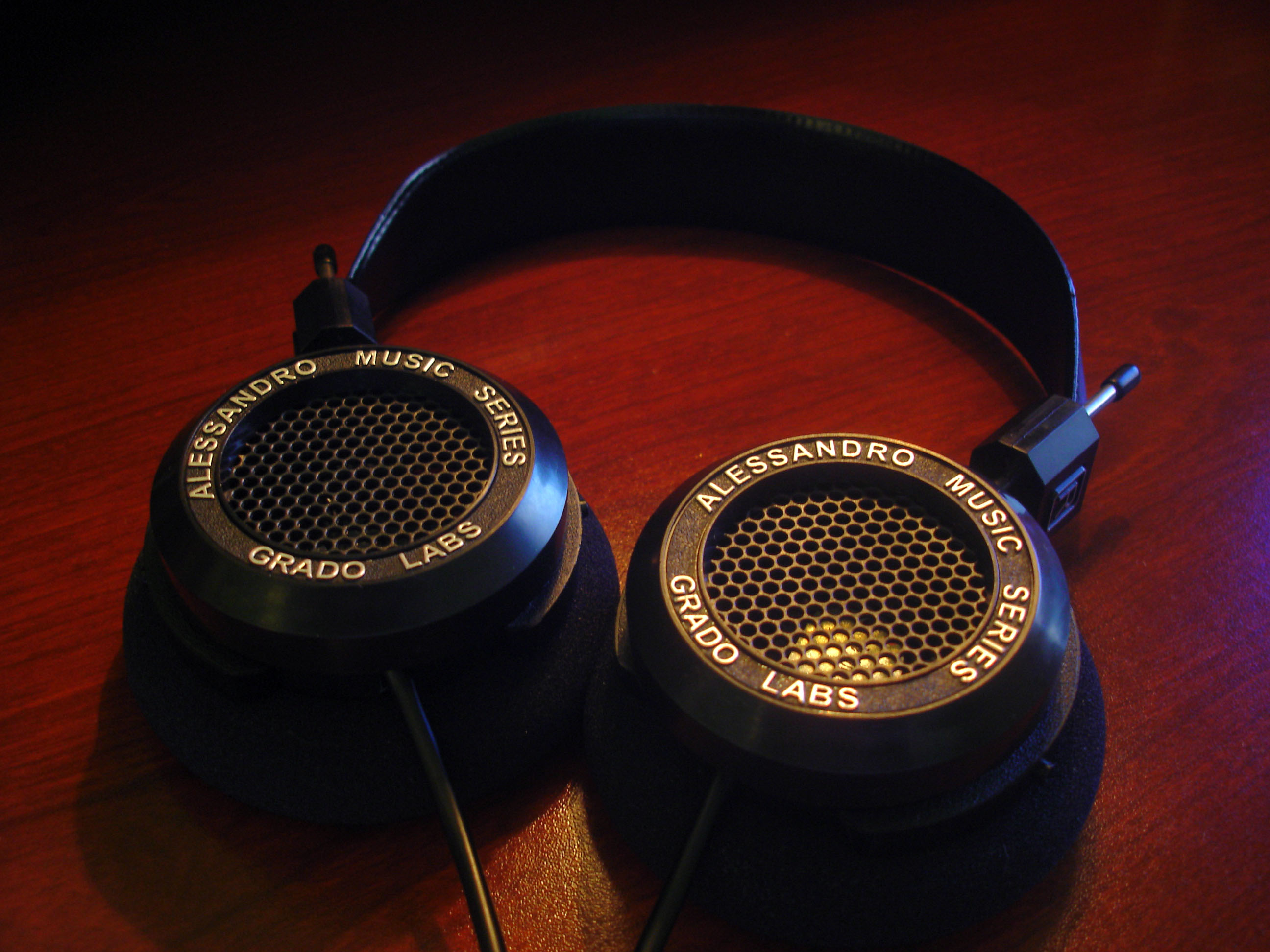
Alessandro MS1i (MS-One 2009)

Grado také vyrábí sluchátka pro firmu Alessandro High-End Products, výrobce kytarového příslušenství. V nabídce jsou modely: Music Series One (vychází z SR125), Music Series One verze 2009 (vychází z SR125i), Music Series Two (vychází z SR325) a Music Series Pro (vychází z RS1).
Předchozí produkci Grado tvořila sluchátka SR40, SR100, SR200, SR300 a SR325, která byla nahrazena typy uvedenými v tabulce výše. Grado v minulosti vyrábělo ještě tisícikusovou sérii The Joseph Grado Signature Products HP-1000, která sestávala z typů HP-1 (s přepínači polarity), HP-2 a HP-3. Tyto modely se vyráběly se dvěma variantami kabelu (The Joseph Grado Signature Ultra-Wide Bandwidth Reference Cable a Signature Laboratory Standard). Exkluzivně pro komunitu Head-Fi.org, diskusního fóra převážně o sluchátkách, byly vydány limitované edice v podobě modelů HF-1 a HF-2. Oba tyto modely byly opatřeny pořadovými čísly. HF-1 z roku 2005 měl mušle z kombinace plastu a mahagonového dřeva, byl osazen náušníky střední velikosti a byl vyroben v počtu 481 kusů. HF-2 z roku 2009 měl mušle z kombinace hliníku a mahagonového dřeva, náušníky taktéž střední velikosti a bylo vyrobeno 550 kusů. Model HF3 z roku 2019 má mušle z dubu červeného, náušníky střední velikosti a opletený kabel. Model WH1 (The White Headphone) z roku 2019 má mušle z na bílo natřeného javoru a velké circumaurální náušníky. Bylo také vyrobeno 250 kusů modelu PS1 Pro speciálně pro německého distributora značky. PS1 Pro s mušlemi z hliníku a se středními molitany byl tehdy nejdražším modelem sluchátek Grado. V prosinci 2013 byla vydána limitovaná edice sluchátek s dřevěnými mušlemi zhotovenými ze sudů od whiskey značky Bushmills, zároveň se jednalo o první uzavřená sluchátka v historii firmy.
Řadu Heritage Series tvoří v limitovaném počtu vyráběné modely s mušlemi zhotovenými z různých druhů dřeva. V roce 2015 byl jako první z této řady uveden model GH1 s mušlemi vyrobenými z javoru, který vyrostl ve čtvrti Sunset Park nedaleko sídla firmy v Brooklynu. Druhý model této řady je v roce 2017 představený GH2 s mušlemi z exotického dřeva cocobolo. V roce 2018 byly představeny další dva modely této řady, tentokrát s mušlemi z norské borovice. Model GH3 dostal menší dřevěné mušle a malé náušníky, zatímco GH4 oplývají většími dřevěnými mušlemi a mají střední vykrojené náušníky.
Grado nabízí ke sluchátkům i příslušenství: náhradní molitanové náušníky, náhradní silikonové nástavce a náhradní mazové filtry pro intraaurální modely, prodlužovací kabel o délce 450 mm s 6,3mm jack konektory, redukce z 6,3mm na 3,5mm jack a rozbočku s konektory 6,3 mm umožňující zapojení dvou sluchátek do jednoho výstupu.

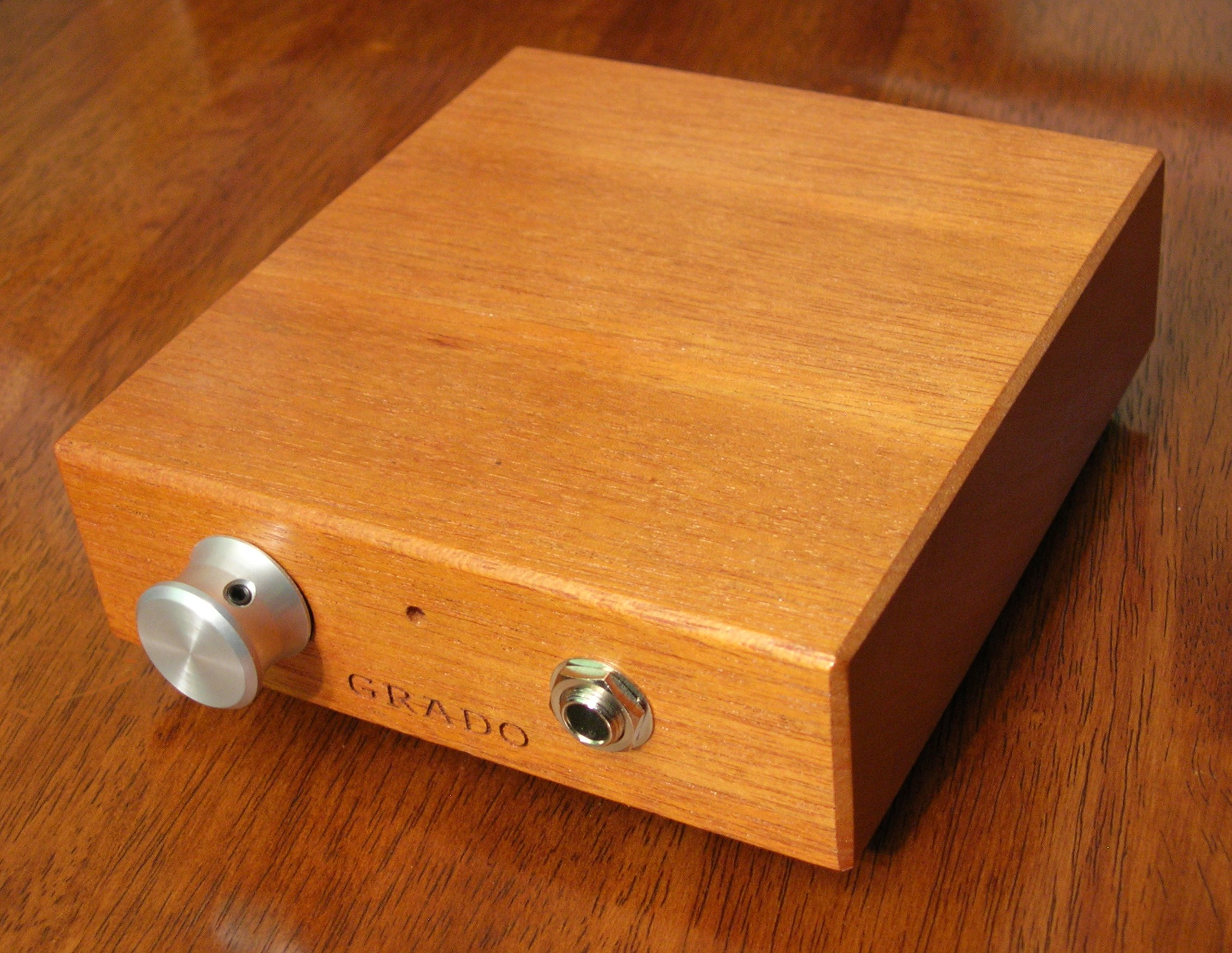
Sluchátkový zesilovač Grado RA1

Grado Labs nabízí také vlastní sluchátkový zesilovač. Grado Reference RA1 je napájen dvěma devítivoltovými bateriemi nebo síťovým adaptérem (dle typu). Je vybaven jedním RCA vstupem a jedním 6,3mm jack konektorem pro sluchátka. Šasi zesilovače je zhotoveno z mahagonu. V nabídce je také varianta RA1-HG pro sluchátka s vysokou impedancí.

## Gramofonové přenosky
Přenosky se podobně jako sluchátka člení do několika modelových řad:
- The Lineage Series
- The Statement Series
- The Reference Series
- The Prestige Series

Série Lineage tvořící vrchol nabídky se vyznačuje použitím velmi kvalitních komponent jako diamantová jehla, vodiče z 24 karátového zlata a šasi ze dřeva cocobolo. Přenosky této řady kompletuje sám John Grado.
Série Statement a Reference tvoří vysoce kvalitní modely s šasi zhotovenými z ručně opracovaného australského dřeva Jarrah. V sérii Prestige se nachází kromě klasických typů i modely určené pro gramofony s 78 otáčkami za minutu a modely pro diskžokeje.
Nabídka Grado Labs zahrnuje i předzesilovač pro gramofonové přenosky, model PH-1. Má mahagonové šasi podobně jako firemní sluchátkový zesilovač.